# Приборостроение
Приборостроение — область науки и техники, отрасль машиностроения, занимающаяся разработкой и производством средств измерений, обработки и представления информации, автоматических и автоматизированных систем управления.

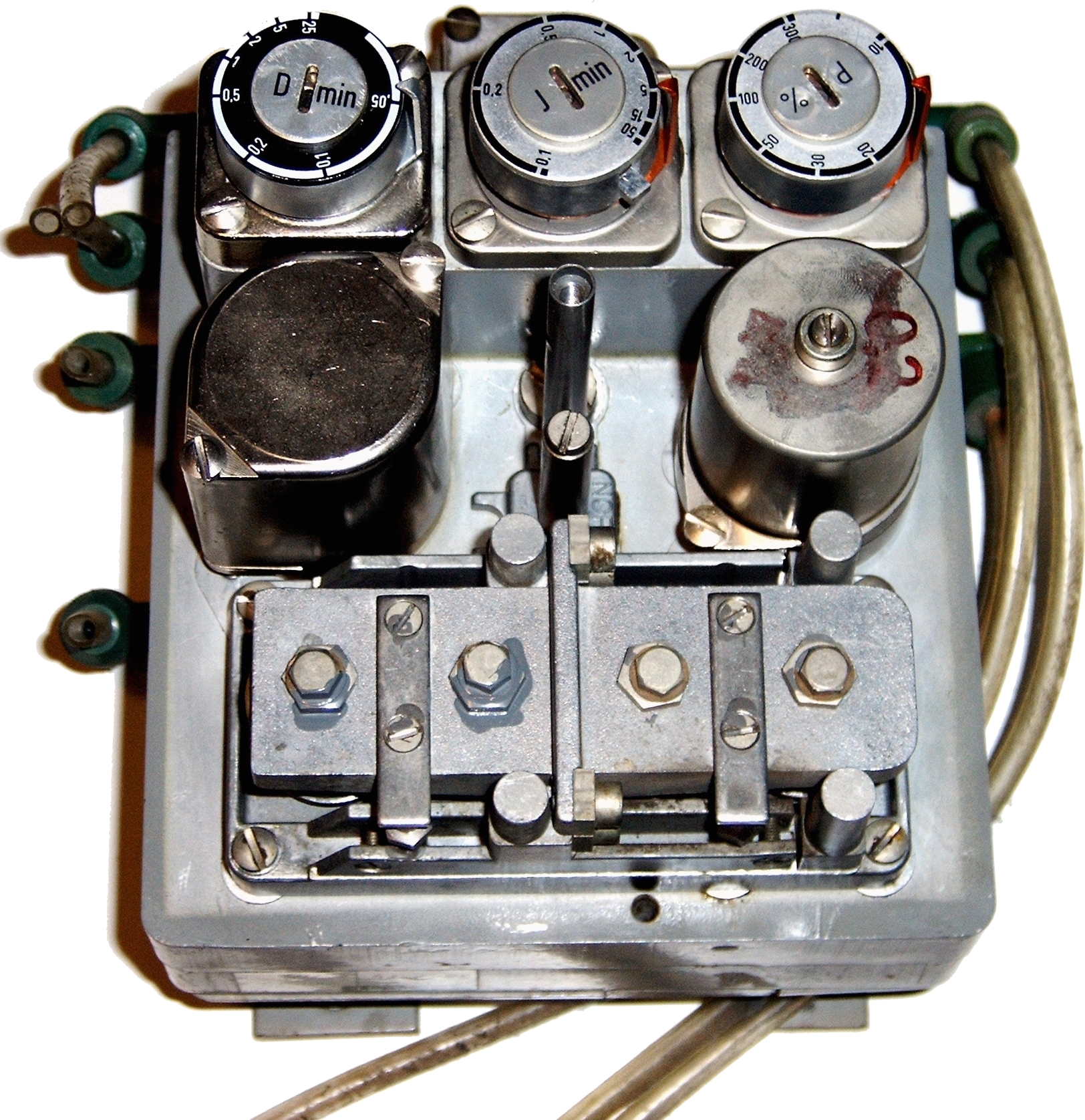
Пневматический ПИД-регулятор

Основным направлением развития приборостроения является измерительная техника, состоящая из методов и приборов измерения механических, электрических, магнитных, тепловых, оптических и других физических величин. Измерительные приборы совместно с автоматическими управляющими и с исполнительными устройствами образуют техническую базу автоматизированных систем управления технологическими процессами (АСУТП).

## История приборостроения в России
В России до 1929 года приборостроение было развито слабо, и было представлено всего несколькими небольшими предприятиями по выпуску термометров, манометров, весов и других простых устройств. Промышленное развитие отрасли началось в 1929—1932 годах вместе с процессами индустриализации в РСФСР.

## Виды измерительных приборов
- Радиоизмерительные приборы
  - Осциллографы
  - Анализаторы спектра
- Электроизмерительные приборы
  - Веберметры. Тесламетры
  - Вольтметры
  - Амперметры
- Приборы, измеряющие параметры окружающей среды
  - Термометры
  - Измерители скорости воздуха
  - Измерители звука